# Rudolf Hoppe (Chemiker)

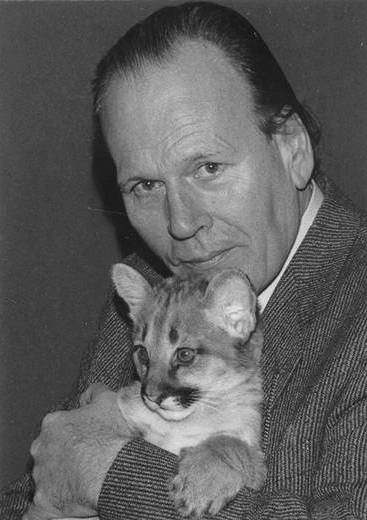
Rudolf Hoppe um 1990

Rudolf Hoppe (* 29. Oktober 1922 in Wittenberge in Brandenburg; † 24. November 2014 in Gießen) war ein deutscher Chemiker, der durch Untersuchungen an anorganischen Fluoriden und  Oxiden bekannt wurde.

## Ausbildung und Studium
Hoppe studierte Chemie an der Christian-Albrechts-Universität zu Kiel und wurde 1954 bei Wilhelm Klemm an der Westfälischen Wilhelms-Universität in Münster promoviert. Die Habilitation erfolgte ebenfalls in Münster. 1958 erhielt er die Lehrberechtigung für das Fach Anorganische Chemie. 1965 folgte Hoppe dem Ruf auf den Lehrstuhl am Institut für Anorganische und Analytische Chemie der Justus-Liebig-Universität Gießen, den er bis zu seiner Emeritierung im Jahr 1991 innehatte.

## Wissenschaftliche Arbeit

### Zeit in Münster
Hoppe wurde durch die Darstellung der ersten stabilen Edelgasverbindung XeF2 (Xenondifluorid) im Jahr 1962 bekannt. Bis dahin nahm man allgemein an, dass Verbindungen dieser Art nicht existieren können. Grund hierfür waren einige zuvor gescheiterte Experimente zur Darstellung von Edelgasverbindungen und das Konzept des „abgeschlossenen Elektronenoktetts“, nach dem Edelgase keine Verbindungen eingehen sollten.
Aus den Eigenschaften der Interhalogenverbindungen von Fluor wurde bereits deutlich, dass nur Edelgasfluoride überhaupt zugängig waren. Eine Arbeitsgruppe in Münster hatte seit 1949/50 die Bildungsmöglichkeiten und Eigenschaften von Xenonfluoriden eingehend diskutiert. Seit 1951 war sich die Arbeitsgruppe sicher, dass XeF4 und XeF2 gegen einen Zerfall in die Elemente thermodynamisch stabil sein müssten.
Längere Zeit war in Münster geplant, gelegentlich Versuche zur Darstellung von Xenonfluoriden durchzuführen. Jedoch gab es hier technische und konzeptionelle Schwierigkeiten. Einerseits war Xenon nicht in ausreichender Reinheit zugänglich, andererseits hielt man nur eine Drucksynthese, zu der man Stahlflaschen mit komprimiertem F2 brauchte, für aussichtsreich. Diese F2-Druckflaschen waren seit 1961 von befreundeter amerikanischer Seite zugesagt. Bis 1963 konnte eine Übersendung jedoch nicht stattfinden, weil die Ventile der amerikanischen Druckflaschen nicht in Deutschland zugelassen waren und umgekehrt.
Dennoch gelang es Hoppe 1962 in seiner Arbeitsgruppe Xenondifluorid, XeF2, darzustellen, und zwar in Form transparenter Kristalle. Er ließ elektrische Funkenentladungen auf Xenon-Fluor-Mischungen einwirken. Ein erster entsprechender Versuch wurde in den USA von Neil Bartlett am 2. August unternommen. Dort erhielt man in den darauf folgenden Tagen Xenontetrafluorid, XeF4.

### Zeit in Gießen
In Gießen setzte Hoppe seine umfangreiche Forschungstätigkeit auf dem Gebiet der Festkörperchemie mit dem Schwerpunkt der Synthese und Charakterisierung von Oxo- und Fluorometallaten der Alkalimetalle fort. Während seiner Forschungstätigkeit veröffentlichte er über 650 Artikel in internationalen und nationalen Fachzeitschriften. Außerdem war er jahrelang als wissenschaftlicher Redakteur bei der Zeitschrift für anorganische und allgemeine Chemie tätig.

### Lehre
Als Hochschullehrer vermittelte er zahlreichen jungen Menschen die Grundlagen seines Faches und Kenntnisse in bestimmten Themengebieten. Außerdem wurden unter Hoppe als Doktorvater insgesamt 114 Doktorandinnen und Doktoranden promoviert.

## Weitere Betätigungen
Hoppe war als Tierfreund und Unterstützer von zoologischen Gärten bekannt.

## Ehrungen
- Ehrendoktorwürde der Christian-Albrechts-Universität zu Kiel (1983) sowie der Universität Ljubljana (1990).
- Preis der Akademie der Wissenschaften zu Göttingen (1963)
- Alfred-Stock-Gedächtnispreis der Gesellschaft Deutscher Chemiker (1974)
- Henri-Moissan-Medaille der Société Chimie de France (1986)
- Jozef-Stefan-Medaille des gleichnamigen Instituts in Ljubljana (1988)
- Otto-Hahn-Preis für Chemie und Physik (1989) als erster Vertreter der Anorganischen Chemie
- Lavoisier-Medaille der Société Chimique de France (1995)

Außerdem war Hoppe Mitglied mehrerer wissenschaftlicher Gesellschaften und Akademien wie der Deutschen Akademie der Naturforscher Leopoldina (seit 1969) sowie der Bayerischen Akademie der Wissenschaften und der Österreichischen Akademie der Wissenschaften.